# Панайот Черна

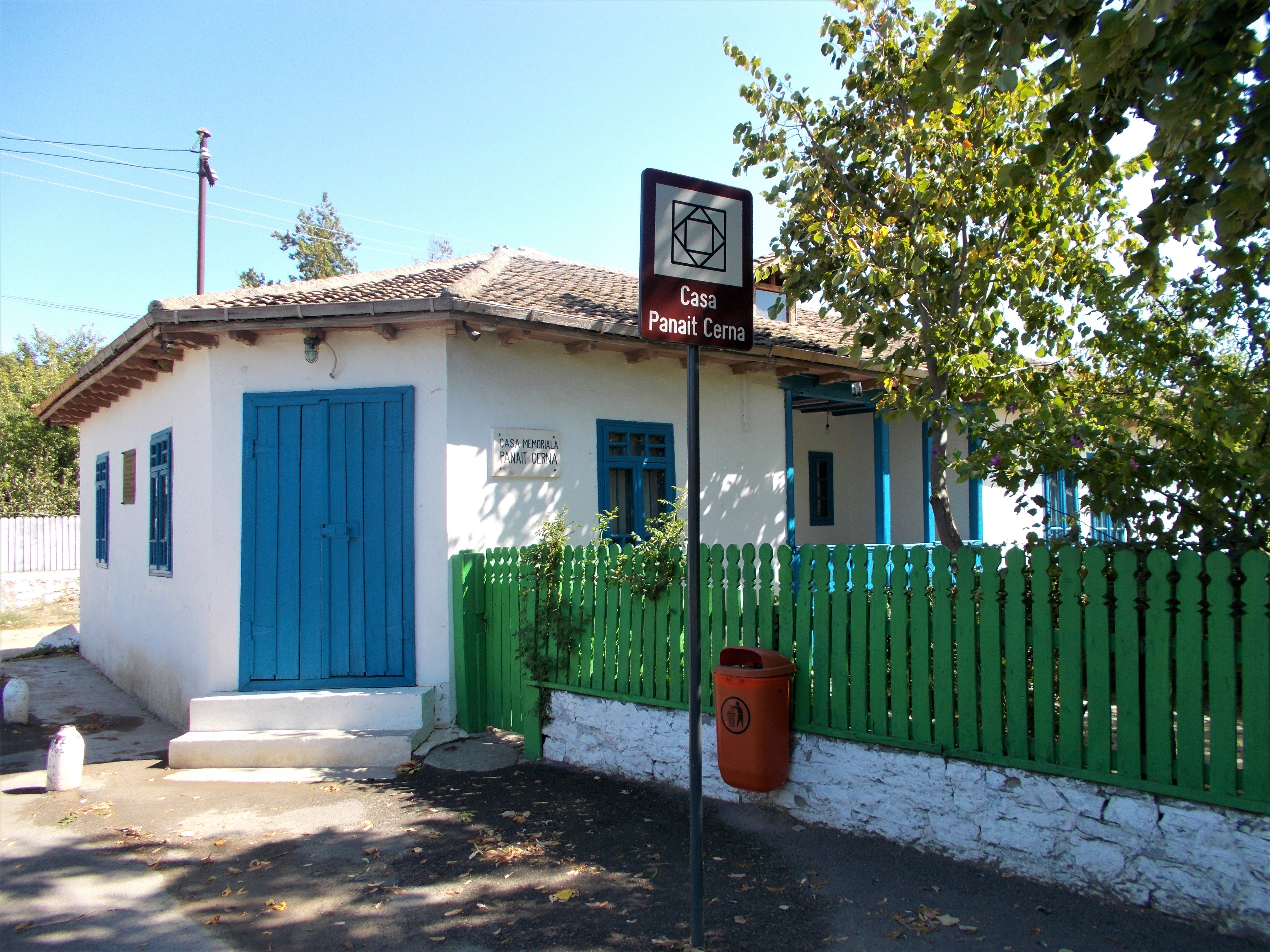
Мемориальный дом Панайота Черны в Черне, жудец Тулча

Панайот Черна (рум. Panait Cerna) — псевдоним Панайота Станчова (рум. Panayot Stanchov, 26 августа 1881, Cerna, Тулча — 26 марта 1913, Лейпциг, Королевство Саксония) — выдающийся румынский поэт, философ, литературный критик и переводчик. Этнический болгарин.

## Биография

### Ранние годы
Он родился 26 августа или 25 сентября 1881 года в селе Черна жудеца Тулча, Румыния. Отец Панайота Черны — Панайот Станчов (Панаит Станчов) — болгарин, по профессии учитель. Он поселился в селе Черна и женился на Марии Ташку – дочери местного жителя арумынского или болгарского происхождения. Отец бросил семью незадолго до рождения Панайота Черны, и они так и не встретились. Будущего поэта воспитывал отчим Наум Костов из Охрида. Для Панайота болгарский язык является родным языком, и он был крещён в Болгарской грекокатолической церкви. По словам румынского литературного критика Джордже Кулинеску Черна всегда испытывал некоторые трудности с ведением разговора на румынском языке, но писал по-румынски с лёгкостью.
Окончив начальную школу в родном селе, он учился в гимназии города Брэила на Дунае, а затем на философском факультете Бухарестского университета. Также он посещал лекции на физико-химическом факультете.
Панайот Черна дебютировал как поэт в 1897 году, в возрасте 16 лет, когда его произведение Trecutul («Прошлое»), адаптация произведения Николауса Ленау, было опубликовано в журнале Джорджа Косбука «Foaia Interesantă». Его первое авторское стихотворение Orientale («Восточное») было опубликовано два года спустя в журнале «Carmen».

### Творческое развитие

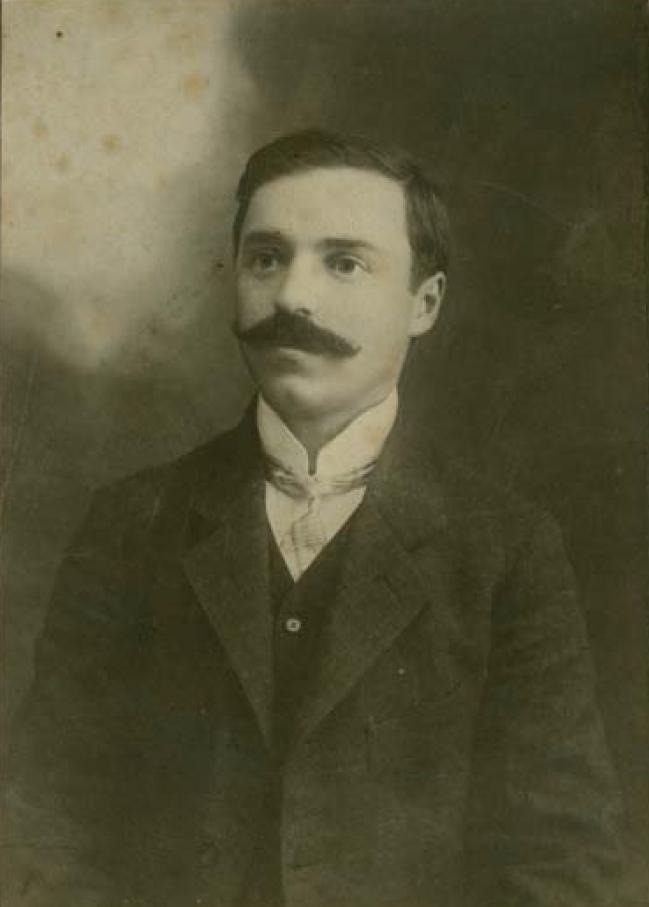
Портрет Панайота Черны, Музей румынской литературы, Яссы

Вскоре после прибытия в столицу он принял активное участие в политических дебатах и вошёл в литературные круги. Эта его ранняя деятельность нашла отражение в 1904 году в серии статей в студенческой газете «Tipuri ŞI Ticuri», где Черна стал объектом сатиры. В то время его привлекло Junimea (культурное и литературное движение, а также культурное объединение, основанное в Яссах в 1863 году), он начал сотрудничество с Convorbiri Literare (Литературные беседы) — журналом, издаваемым Симионом Мехединци. После 1903 года Черна писал для Sămănătorul, еженедельного литературного журнала, издававшегося в Бухаресте с 2 декабря 1901 года по 27 июня 1910 года, а его стихи время от времени публиковались в других литературных изданиях (в том числе Floare Albastră и Revista Modernă).
Из-за определённых финансовых трудностей Черна окончил университет только в 1906 году. Он серьёзно заболел туберкулёзом и поэтому был вынужден сменить климат. Черна путешествует по всей Румынии и часто посещает Южные Карпаты.

### Образование за границей и смерть
С 1910 по начало 1912 года Черна учился в Лейпцигском университете, где его учителями были известные философы и психологи, такие как Вильгельм Вундт, Эдуард Шпрангер и Иоганнес Фолькельт.
Панайот Черна умер в Лейпциге вскоре после получения учёной степени. Поэта сначала похоронили в немецком городе, но позже перезахоронили в Бухаресте, на кладбище Беллу.
В 2001 году Районный центр народного творчества в Тулче организовал 26-й Национальный конкурс поэзии и эссе «Панаит Черна», посвящённый 120-летию со дня рождения поэта.

## Память
Жизненный успех и литературная слава Панайота Черны сделали его объектом восхищения среди его собратьев-традиционалистов, лагеря, который объединил различных последователей Junimea и участников Sămănătorul. По словам Кэлинеску, эта группа видела в нём ответ Румынии Шиллеру и Перси Биш Шелли. Junimea видела в нём одного из важнейших её членов начала XX века, при этом некоторые историки отмечают, что он был таковым только потому, что на этом этапе литературное общество находилось в упадке.
Дом поэта в Черне в настоящее время является музеем, частично посвящённым его памяти, а также постоянной экспозицией, посвящённой традиционному декоративно-прикладному искусству жудеца Тулча. Здесь также установлен бюст поэта.